# 朝倉まりあ
朝倉 まりあ（あさくら まりあ、1974年10月6日 - ）は、日本のAV女優。元アリュール所属。
趣味：音楽鑑賞、カラオケ。特技：楽器演奏。

## 略歴・人物
1999年2月にデビュー。デビュー当時は髪が胸までありロングヘアーだった。
美少女モノからSMまで幅広く活躍するが、2001年AV女優を一旦引退した。
程なくしてAV女優に復帰、熟女モノを中心に活躍する。トータル約80本出した後に引退。
デビューまでの生い立ちについては（永沢光雄『AV女優2』）に詳しい。
2019年現在、ファンだった巨乳好きの男性と結婚。夫とはAV引退後、マットヘルスに勤務していた際に客として出会った。
AVは歌手を目指し上京した際、「俺と寝たらなれる」という男が次々やってきて、いろいろ転々したどり着いた結果だという。目指した歌手にはその後、関口誠人プロデュースでデビュー。ライブも多数こなした。

## 出演作品

### アダルトビデオ
1999年
- お乳で99Q（1999年2月26日、ビッグモーカル）…デビュー作
- 乳房 絶頂Gカップ（1999年、ビッグモーカル）
- 淫乳激震99G ボインDEボヨョ〜ン（1999年、ビッグモーカル）…監督:高槻彰
- ぶるるんバスプリン（1999年、ビッグモーカル）
- 夢乳・夢乳・淫女（1999年、シェール）
- びんかんエロ乳M女（1999年、シェール）
- プライベートソープ（1999年、DYK）
- ウルトラレイプ 爆乳狩り（1999年、銀河映像）
- 人間発電所（1999年、SAM）

2000年
- マリアの乳魂（2000年2月25日、ワイルドサイド）…監督：豊田薫
- Angel（2000年3月1日、アイデアポケット）
- 不思議の国のアヌス1（2000年5月12日、ワイルドサイド）…監督：豊田薫
- 奴隷女教師 淫縛野外研修（2000年5月31日、シネマジック）
- ウルトラレイプ爆乳狩り（2000年6月7日、h.m.p）
- Abnormal Hunting 喪服奴隷 18（2000年6月30日、シネマジック）
- 乳淫ダブルインパクト（2000年、Sexia）…共演：相原涼
- 爆乳コスプレイヤーズ7（2000年、シャイ）
- 奇譚クラブ64 美しき狂悦（2000年、h.m.p）
- ボディコン巨乳女医（2000年、エルメス）

2001年
- 女警備員 蛇縛の淫靡保障（2001年1月1日、アタッカーズ）
- 巨乳変換中出し祭 パソコンインストラクターレイプ（2001年2月1日、アタッカーズ）
- 巨乳淫獣2（2001年2月27日、アヴァ）…監督：榊原賢
- 奇譚クラブ66 魔乳よがり泣き（2001年6月1日、h.m.p）
- 巨乳美容室（2001年・アテナ）
- おはズボッ! ケツ出せ腰ふれ飲めー!（2001年、アテナ）

2002年
- レイプ 姦魔輪姦 姦魔の暗考（2002年1月18日、フジワラ商事）
- ダブル!#1（2002年2月23日、桃太郎映像出版）…共演：星崎未来　監督：ブッダ★佐藤
- ラブボイン（2002年3月18日、V&Rプランニング）…監督：インジャン古河
- 痴乳淫戯 ぶっかけトリプル（2002年4月1日、MOODYZ）…共演：広瀬晴美、井上千尋
- PET（2002年4月10日、ドリームチケット）…他出演：梶田さくら、かとりこのみ
- AVシネマ プレイガール7 秘密の鐘が鳴る（2002年6月14日、トライハートコーポレーション）…共演：中野貴雄
- 肉体の乱（2002年7月21日、ビデオメーカー）
- 国際女捜査官（2002年8月4日、アイエナジー）…共演：恵美梨、小枝ヒカル
- 義姉（2002年8月21日、ドリームチケット）…他出演：渡瀬晶、中野千夏
- ナーススペシャル 監禁病棟（2002年10月5日、アイエナジー）…共演：恵美梨、小枝ヒカル

2004年
- 爆乳高級ソープランドテクニック（2004年7月30日、グラフィティジャパン）…共演：夏目しおん、相沢奈菜

2006年
- 爆乳有閑マダム（2006年3月25日、マドンナ）
- 艶熟31中出し（2006年4月1日、グローリークエスト）
- 私は痴女・人妻編 奥さん!乳首でイケるんか（2006年4月4日、クリスタル映像）
- 悩殺的痴女遊戯 第十章（2006年5月、AVS）…監督：渡辺琢斗
- 中出しされた爆乳秘書（2006年5月25日、マドンナ）
- ニンフォマニア 熟女未満（2006年6月1日、ワンズファクトリー）
- 日替わり妻 1週間（2006年6月30日、クリスタル映像）
- 艶姿ボディストッキング遊戯（2006年7月10日、AVS PROJECT (SILVER) …監督：渡辺琢斗
- 美人教師 暴行現場27（2006年7月14日、クリスタル映像）
- 巨乳女狩り26（2006年8月18日、クリスタル映像）
- 豊熟スナイパー（2006年9月10日、AVS PROJECT）…監督：福田しょうご
- 淫乱中出しワイフ（2006年9月13日、大蔵映像）
- 団地妻 隣に洩れる午後の喘ぎ吐息（2006年9月26日、ビッグモーカル）…他出演：千葉こずえ、新城怜子
- タイフーン/巨乳若妻痙攣交尾（2006年10月7日、ビデオメーカー）
- 背徳の母（2006年11月9日、センタービレッジ）
- 美熟女…H20（2006年11月27日、クリスタル映像）
- お母さんと僕の交姦日記（2006年12月1日、BLACK CREATE）

2007年
- 人妻暴行 奥さんそのカラダがいやらしいんだよ!（2007年2月25日、ビッグモーカル）…他出演：山口真理、風間みれい

発売日不明
- 月刊ナイスボディ 14（監督：長谷川九仁広）…他出演：朝比奈りり子、大迫ゆみ
- 姦魔の暗号 姦魔輪姦』（麒麟堂）…監督：乱田舞
- 淫縛溺呻2（麒麟堂）
- 罵られたい女（MOODYZ）…総集編
- 巨乳嬲り（SODクリエイト）…監督：TOHJIRO[3]
- SPERMA ANGEL（SODクリエイト）
- コスプレ人形2（SODクリエイト）
- パイズリ パイコキ（SODクリエイト）
- UUPS!3（ディープス）…監督：元マメゾウ
- スペルマエンジェル2（ディープス）
- コスプレ人形2（ディープス）
- コスプレ人形スペシャル（ディープス）…共演：流星ラム
- 真夜中の実録事件簿（アイエナジー）
- 大巨乳・むしゃぶり天使（グラフィティジャパン）
- 手でイカせてあげる22（神手）
- 年上のひと 憧れの女医（グラフィティジャパン）… 監督：伊勢鱗太朗
- キャンギャルでヌケ!!（BORDER）
- お姉さんの甘い口唇（シャイ）

### ビデオシネマ
- 暴行深夜バス（ENGEL）
- 人妻Mの秘密・割り切った関係（2001年撮影、レジェンド・ピクチャーズ）主演
- 魔界昇天 淫殺鬼たちの報復（ジャンク）
- 新人ナースはるか・恥ずかしいお仕事（2003年5月25日、GPミュージアム）
- Penny's 24時間ファミレス・ジャック（2005年7月29日、TMC）…共演：小泉キラリ・星川みなみ
- 背徳義母図鑑（クラビット・アリーナR）
- 令嬢ナース か・ん・じ・る白い制服（2008年撮影、レジェンド・ピクチャーズ）

### マージャンゲーム
- E Touch ランジェリーDEいこう（セイブ開発）…共演：相原このみ・清水かおり

### ゲームソフト
- MAID in HEAVEN 生乳版（2000年2月18日、PIL）

### 音楽CD
Ego 名義
マキシシングル
- Rainbow （Compozila）

### 書籍
- AV女優2 (文春文庫)ISBN 4167493039 永沢 光雄 (著) による彼女の半生がインタビューされている。